# Radi chloride
Radi chloride là một hợp chất hóa học của radi và chlor với công thức hóa học RaCl2. Đây là hợp chất radi đầu tiên được phân lập trong trạng thái tinh khiết. Marie Curie và André-Louis Debierne đã sử dụng nó trong sự phân tách ban đầu của radi từ bari. Kim loại rađi được điều chế lần đầu tiên bằng cách điện phân dung dịch muối của nó với cathode thủy ngân.

## Điều chế
Radi chloride kết tinh từ dung dịch dưới dạng dihydrat. Nó có thể bị mất nước bằng cách nung nóng tới 100 °C trong không khí trong một giờ và sau đó là 5+1⁄2 giờ ở 520 °C dưới argon. Nếu nghi ngờ có sự hiện diện của các anion khác, sự khử nước có thể được thực hiện bằng sự nhiệt hạch chloride.
Radi chloride cũng có thể được điều chế bằng cách đốt nóng radium bromide trong một dòng khí hydro chloride khô, hoặc bằng cách khử nước radium sulfat với không khí khô và sau đó làm nóng sulfat trong một dòng khí hydro chloride.

## Tính chất
Radi chloride là một muối màu trắng hoặc không màu với ánh sáng phát quang màu xanh lục, đặc biệt là khi đun nóng. Màu sắc của nó dần dần chuyển thành màu vàng do sự oxy hóa. Nó ít hòa tan trong nước so với muối chloride tương ứng của các kim loại kiềm thổ kiềm khác – ở 25 °C thì khả năng hòa tan của nó là 245 g/L trong khi của bari chloride là 307 g/L, và sự khác biệt thậm chí còn lớn hơn trong dung dịch acid chlorhydric. Axit này được sử dụng trong giai đoạn đầu của việc tách radi từ bari bằng cách kết tinh phân đoạn. Radi chloride ít tan trong azeotropic acid chlorhydric và hầu như không hòa tan trong acid chlorhydric.
Radi chloride (khí) tồn tại dưới dạng các phân tử RaCl2, cũng như các halide kim loại kiềm khác. Khí này cho thấy sự hấp thụ mạnh mẽ trong quang phổ nhìn thấy ở 676,3 nm và 649,8 nm (màu đỏ): năng lượng phân rã của liên kết clo-clo được ước tính là 2,9 eV, và chiều dài của nó là 292 pm. and its length as 292 pm.
Trái với bari chloride, radi chloride có độ nhạy từ yếu, khoảng 1,05 x 106. Nó cũng khác với bari chloride bởi màu ngọn lửa, nó có màu đỏ trong khi đó bari chloride có màu xanh lá cây.

## Sử dụng
Radi chloride được sử dụng cho các giai đoạn đầu của sự tách radi từ bari trong quá trình chiết xuất của radi từ pitchblend.
Nó cũng được sử dụng trong y học để sản xuất ra khí radon mà được sử dụng như một chất điều trị ung thư.
Radi-223 chloride (USP, radi chloride Ra-223) là một chất phát quang phóng xạ alpha. Bayer đã nhận được sự chấp thuận của FDA, cho phép sử dụng loại thuốc này để điều trị ung thư tuyến tiền liệt ung thư di căn vào tháng 5 năm 2013. Radi-223 chloride là một trong những loại dược phẩm có tiềm năng nhất của radi được biết đến. Một liều (50 kBq/kg) ở người trưởng thành là khoảng 60 nanogram – khoảng 1/1000 trọng lượng của một lông mi (75 microgram).